# Valero Moreno Polo
Valero Moreno Polo va ser un músic aragonès. Nasqué al 1714 a La Hoz de la Vieja (Terol). Fou mestre de capella de la catedral de Tortosa a partir del 30 d'agost de 1743 cobrint la plaça vacant per la mort de Josep Escorihuela. Les institucions eclesiàstiques de la catedral, van trobar oportú incorporar a Valero Moreno sense necessitat de superar cap examen previ, ja que era el germà de l'organista, Juan Moreno. Així doncs, amb algunes referències del mestre de capella de la Seo de Saragossa, José Lanuza i de l'organista d'El Pilar, Tomás Soriano i valorant les seves composicions musicals, els eclesiàstics de la catedral van oferir la plaça a Valero Moreno el 10 de setembre de 1743 sense realitzar oposicions. Va morir al 1780.